# Phalacrocera angustaxillaris
Phalacrocera angustaxillaris är en tvåvingeart som beskrevs av Alexander 1972. Phalacrocera angustaxillaris ingår i släktet Phalacrocera och familjen mellanharkrankar.
Artens utbredningsområde är Myanmar. Inga underarter finns listade i Catalogue of Life.